# Canton de Pointe-à-Pitre-1
Le canton de Pointe-à-Pitre-1 est une ancienne division administrative française, située dans le département de la Guadeloupe et la région Guadeloupe.

## Composition
Le canton de Pointe-à-Pitre-1 comprenait une fraction de commune :
- Pointe-à-Pitre, fraction de commune

## Représentation

### Ancien canton de Pointe-à-Pitre
Avant 1955, le canton de Pointe-à-Pitre avait neuf conseillers généraux.
| Période | Période      | Identité                    | Étiquette | Qualité                                                                                      |
| ------- | ------------ | --------------------------- | --------- | -------------------------------------------------------------------------------------------- |
| 1937    | 1940         | Paul Valentino              | SFIO      | Employé                                                                                      |
|         |              |                             |           |                                                                                              |
| 1945    |              | Gervais Anastase            | SFIO      |                                                                                              |
| 1945    |              | Gerty Archimède             | PCF       |                                                                                              |
| 1945    |              | Lucien Bernier              | SFIO      |                                                                                              |
| 1945    |              | Sabin Ducadosse             | PCF       | Ouvrier métallurgiste, Pointe-à-Pitre                                                        |
| 1945    |              | René Paul Julan             | SFIO      |                                                                                              |
| 1945    |              | Ulysse Laurent              | PCF       |                                                                                              |
| 1945    |              | Pierre Monnerville          | SFIO      |                                                                                              |
| 1945    |              | Théophile Négrit            | SFIO      |                                                                                              |
| 1945    | 1949         | Paul Valentino              | SFIO      | Employé, maire de Pointe-à-Pitre (1945-1959) - Député (1944-1955)                            |
| 1949    | 1951 (décès) | Amédée Fengarol (1905-1951) | PCG       | Instituteur, syndicaliste SNI Maire de Pointe-à-Pitre (1951, décédé le jour de son élection) |
| 1951    | 1955         |                             |           |                                                                                              |

### Canton de Pointe-à-Pitre-1
| Période                                                 | Période | Identité                     | Étiquette              | Qualité                                                                                        |
| ------------------------------------------------------- | ------- | ---------------------------- | ---------------------- | ---------------------------------------------------------------------------------------------- |
| 1955                                                    | 1961    | Adrien Bourgarel (1900-1990) | UNR                    | Médecin Maire de Pointe-à-Pitre (1947-1951) Suppléant du député Médard Albrand (1958-1967)     |
| 1961                                                    | 1979    | Georges Touchard             | UDSR puis DVG puis UDF |                                                                                                |
| 1979                                                    | 1985    | Raymond Viviès               | DVD                    | Exploitant agricole                                                                            |
| 1985                                                    | 2004    | Lucien Parize                | PCG puis PPDG          | Enseignant Conseiller municipal de Pointe-à-Pitre                                              |
| 2004                                                    | 2015    | Jacques Bangou               | PPDG                   | Gynécologue-obstétricien Maire de Pointe-à-Pitre (2008-2020) Vice-président du conseil général |
| Les données antérieures ne sont pas encore mentionnées. |         |                              |                        |                                                                                                |